# Ричицє (Проложаць)
Ричицє (хорв. Ričice) — населений пункт у Хорватії, в Сплітсько-Далматинській жупанії у складі громади Проложаць.

## Населення
Населення за даними перепису 2011 року становило 231 осіб.
Динаміка чисельності населення поселення:

## Клімат
Середня річна температура становить 10,78 °C, середня максимальна – 24,71 °C, а середня мінімальна – -4,74 °C. Середня річна кількість опадів – 955 мм.
| Клімат поселення                              | Клімат поселення | Клімат поселення | Клімат поселення | Клімат поселення | Клімат поселення | Клімат поселення | Клімат поселення | Клімат поселення | Клімат поселення | Клімат поселення | Клімат поселення | Клімат поселення | Клімат поселення |
| Показник                                      | Січ.             | Лют.             | Бер.             | Квіт.            | Трав.            | Черв.            | Лип.             | Серп.            | Вер.             | Жовт.            | Лист.            | Груд.            |                  |
| Середній максимум, °C                         | 8,16             | 9,00             | 12,50            | 16,19            | 20,61            | 24,09            | 24,71            | 24,51            | 20,76            | 16,64            | 11,62            | 8,36             |                  |
| Середня температура, °C                       | 1,71             | 2,54             | 6,05             | 9,74             | 14,15            | 17,64            | 19,88            | 19,68            | 15,91            | 11,79            | 6,78             | 3,52             |                  |
| Середній мінімум, °C                          | −4,74            | −3,89            | −0,39            | 3,29             | 7,70             | 11,20            | 15,02            | 14,85            | 11,07            | 6,95             | 1,93             | −1,33            |                  |
| Норма опадів, мм                              | 79               | 71               | 73               | 81               | 65               | 65               | 45               | 58               | 80               | 107              | 125              | 106              |                  |
| Середньомісячна швидкість вітру, м/с          | 2.35             | 2.75             | 2.87             | 2.70             | 2.42             | 2.15             | 2.15             | 2.01             | 2.20             | 2.27             | 2.68             | 2.73             |                  |
| Середньомісячна сонячна радіація, кДж/м²·день | 5521             | 8143             | 11895            | 16067            | 19801            | 22469            | 24205            | 21423            | 15992            | 10427            | 6011             | 4665             |                  |
| --------------------------------------------- | ---------------- | ---------------- | ---------------- | ---------------- | ---------------- | ---------------- | ---------------- | ---------------- | ---------------- | ---------------- | ---------------- | ---------------- | ---------------- |
| Джерело:                                      |                  |                  |                  |                  |                  |                  |                  |                  |                  |                  |                  |                  |                  |